# Салангана сумбайська
Саланга́на сумбайська (Collocalia sumbawae) — вид серпокрильцеподібних птахів родини серпокрильцевих (Apodidae). Ендемік Індонезії. Раніше вважався конспецифічним з білочеревою саланганою, однак був визнаний окремим видом.

## Опис
Довжина птаха становить 9-10 см. Спина і верхня сторона крил темно-сині з легким відблиском. Надхвістя переважно темне, деякі пера на ньому мають вузькі світлі краї. Горло і верхня частина грудей сірі, пера на них мають вузькі білі краї. Пера на нижній частині грудей і бока мають більш широкі сіруваті краї, на животі вони білі. Великий палець, направлений назад, покритий пір'ям. Порівняно зі спорідненими видами, у сумбайських саланган відсутні білі плями на внутрішніх опахалах стернових пер.

## Підвиди
Виділяють два підвиди:
- C. s. sumbawae Stresemann, 1925 — острови Сумбава і Флорес;
- C. s. sumbae Schodde, Rheindt & Christidis, 2017 — острів Сумба.

## Поширення і екологія
Сумбайські салангани мешкають на Малих Зондських островах. Вони живуть переважно у вологих тропічних лісах, серед скель. Гніздяться в печерах. Живляться комахами, яких ловлять в польоті.